# Alan Peter Cayetano
Alan Peter Schramm Cayetano (Taguig, 28 ottobre 1970) è un politico filippino.
Figlio dell'ex Senatore Rene Cayetano, è stato eletto nella Camera dei rappresentanti per il distretto legislativo di Pateros–Taguig, occupando la posizione dal 1998 al 2007. Nel medesimo anno è stato eletto membro del Senato delle Filippine. Il 29 settembre 2015 ha annunciato ufficialmente la propria candidatura come vicepresidente delle Filippine per le elezioni del 2016.

## Biografia
Alan Peter Schramm Cayetano è nato il 28 ottobre 1970 figlio del politico Rene Cayetano e dell'insegnante tedesca Sandra Schramm. Oltre ad Alan, dalla coppia sono nati i figli Pia (1966), Ren (1974) e Lino (1978), entrati tutti a loro volta nel mondo della politica.
Il 29 settembre 2009, a Davao, ha annunciato la propria candidatura a vicepresidente delle Filippine per le elezioni del 2016, senza inizialmente menzionare chi avrebbe sostenuto come Presidente. Più tardi dichiara il proprio sostegno nei confronti del sindaco di Davao Rodrigo Duterte.